# Relaciones comerciales entre España y Japón
Las relaciones comerciales entre España y Japón comenzaron en 1549 con la llegada a Japón de los primeros misioneros españoles. Desde ese momento, muchos señores feudales japoneses establecerían las primeras relaciones de comercio con Europa. La existencia de lazos comerciales entre España y Japón llegaría a través de la colonia española de Filipinas. Esta se utilizaba como base para llegar al mercado asiático. En marzo de 1521 llegó a Filipinas una expedición con objeto de explorar nuevas islas especieras. Más tarde, entre noviembre de 1564 y octubre de 1565, le seguirían otras expediciones, entre ellas la de Miguel López de Legazpi y el fraile agustino Andrés de Urdaneta.

## Precedentes
Entre los siglos XIV y XV, Japón había conseguido una alta prosperidad económica que se vio reflejada en el auge de su comercio. Las ciudades de Ōsaka y Edo, entre otras, consiguieron aumentar su tamaño y se desarrolló la organización de grupos mercantiles configurados en gremios. Durante el mandato de Toyotomi Hideyoshi (1537 - 1598), Japón consiguió un creciente desarrollo en su comercio con el sudeste de Asia, donde estaba incluida la colonia española de Filipinas.
Una causa importante del comercio es la piratería japonesa, los conocidos como wakō, ya que sirvió como una vía de comercio más para los españoles. Fueron estos piratas los primeros en crear lazos comerciales con los españoles de Filipinas al asentarse al norte de la isla de Luzón a mediados del siglo XVI.
Era un tráfico comercial al margen de la ley que solo comenzó a preocupar a España durante el gobierno de Gonzalo Ronquillo de Peñalosa, en 1580. No obstante, hasta ese momento, no se consideraron un peligro; esto se puede ver en cartas emitidas por Miguel López de Legazpi al entonces rey Felipe II, en 1567 y 1570, donde se explicaba la presencia de naves de comerciantes tanto chinas como japonesas, las cuales traían porcelana y seda entre otras materias a cambio de oro y cera.

## Evolución histórica
Fue con la unión de las Coronas de Portugal y Castilla, bajo el reinado de Felipe II en 1580, con la que los españoles de territorios filipinos solicitaron la concesión del derecho al comercio sin límites en aquellos territorios que estaban controlados por el Estado de la India Portuguesa, la cual tenía varias islas y, entre ellas, la de Japón. Esta petición fue denegada; sin embargo, eso no impidió que los españoles establecieran, de una forma u otra, relaciones comerciales con Japón.
Las relaciones comerciales entre España y Japón no duraron mucho tiempo y dicho comercio no fue desenvuelto con fluidez ni constancia puesto que las relaciones entre ambos países eran bastante tensas; sin embargo, el tiempo que duraron, fueron de gran dimensión.

### Primera fase (1570 - 1583)
Comienza con la conquista española en 1571 de Manila. Este hecho supuso la concentración de las dispersas actividades japonesas en esta ciudad. La mayoría de juncos estaban en manos de los chinos, aunque el proyecto y el capital aportado eran japoneses; en especial, los más interesados en establecer buenas relaciones con España eran los daimyō de la isla de Kyūshū.
La colonización española consiguió que los japoneses se interesaran en el mercado generado por este nuevo acontecimiento: las mercancías que obtuvieron los japoneses se fueron ampliando y, con el paso del tiempo, la compra de plata y sedas terminaron siendo más importantes que el oro.
De esta misma forma, para continuar teniendo buenas relaciones con los europeos, los daimyō llegaron a bautizarse y alentaron la evangelización en su territorio. Además, ellos no eran los únicos interesados en el establecimiento de rutas comerciales, ya que las propias órdenes religiosas que estaban en la isla japonesa se preocupaban por mantener un cauce comercial fluido para así poder llegar a financiar sus misiones.

### Segunda fase (1584 - 1597)
El comercio empezó a interesar a los dirigentes japoneses y españoles y, consecuentemente, se fue creando poco a poco un cuerpo legislativo que regulaba dichos intercambios internacionales; además, la diplomacia se considera un pilar fundamental en estos momentos. Destacan los shogunes Toyotomi Hideyoshi y su propio sucesor, Tokugawa Ieyasu (1543 - 1616) quienes, atraídos por la prosperidad que generaba el comercio, intentaron controlarlo.
Es en junio de 1584 cuando llega a Japón el primer barco español. Desembarcó en el puerto de Hirado, en Nagasaki, y fue recibido por el señor feudal de la propia ciudad, el cual extendió a los españoles la posibilidad de una apertura oficial de comercio con las islas Filipinas. El siguiente año se envió un barco a Manila y, a partir de ese momento y durante numerosos años, se comenzaron a mandar anualmente embarcaciones menores a la capital de la colonia española. Es por esto que las pequeñas colonias de nipones que estaban en Cagayán y Lingayen (regiones filipinas) se trasladaran a Manila.
Hubo un giro en las relaciones entre España y Japón que provocó que, entre 1595 y 1596, los japoneses terminaran por suspender sus viajes. Asimismo, tuvo lugar el Incidente del San Felipe: cuando el galeón de San Felipe naufragó en Japón, las sospechas de conquista por parte de todos provocaría la primera persecución contra los cristianos en Japón, conocido también como los Martirios de Nagasaki. Como consecuencia, las relaciones entre ambos países se congelarían.

### Tercera fase (1598 - 1624)
Al morir el shogun Toyotomi Hideyoshi en 1598 y sucederle Tokugawa Ieyasu, este se apresuraría en restaurar de nuevo las relaciones con España, por lo que propondría un plan el cual consistiría en establecer el comercio hispano-japonés a través de América. Sin embargo, lejos de negar o aceptar dicha propuesta, los españoles nunca llegaron a responder a esta petición. 
Esto fue, en parte, debido a que todavía temían a Japón. Fue debido a este temor que, en 1599, el gobernador Francisco Tello de Guzmán, intentó limitar a tres el número de barcos nipones procedentes de Manila, aunque no consiguió su objetivo. 
Aun con todo, los españoles continuaban mostrando cierto interés hacia los juncos japoneses e intentaron restaurar las relaciones comerciales entre ambos países. De esta forma, se aprobaría que anualmente una nave fuera a Japón desde Filipinas para adquirir plata, salite, cáñamo, balas, harina y hierro entre otras materias.
Por otra parte, durante la primera parte de este periodo, los japoneses que vivían en Manila, llevaron a cabo dos alzamientos:
- El primero, en 1606, tuvo lugar tras el decreto en el que se les prohibía a los comerciantes quedarse en dicha ciudad un año. A pesar de no ser adoptada de inmediato, la sublevación nipona se realizó aprovechando que el gobernador Pedro Bravo de Acuña se encontraba de expedición.
- Por otra parte, en 1607 y 1608, tuvieron lugar otros incidentes como consecuencia de la decisión de obligar a los japoneses a la misma prestación personal a la que se encontraban sometidos tanto chinos como filipinos (los japoneses tenían, antes de esto, ciertas ventajas fiscales)

Juan de Silva, el nuevo gobernador de Filipinas, autorizó el comercio hispano-japonés con la condición de que se dotara de mayor importancia a los barcos que salían de Filipinas. Además, Ieyasu intentó desviar el comercio español hacia la bahía de Yedo, donde tenía su feudo. No obstante, debido a que se encontraba en la isla de Honshū, bastante más al norte del sitio al que solían llegar los españoles, apenas consiguieron cumplir la petición del shogun.
Por su parte, en Japón, la persecución cristiana afectaría al comercio y, en 1614, se promulgaría un edicto en el que se decretaría la expulsión de cristianos del país.
A su vez, Manila sufría un acoso reiterado de holandeses e ingleses, lo cual provocaría que en 1616 no pudiera llegar ningún barco japonés a dicha ciudad. Las tensiones fueron crecientes en esta última fase, causando así que en 1623 el gobernador Alonso Fajardo de Tenza se viera obligado a prohibir a los misioneros el ir a Japón. Asimismo, en 1624, Japón deportaría a todos los residentes españoles de su territorio.
En 1625, finalmente, los puertos japoneses se cerrarían a los barcos que venían de Manila. Tal fue el cierre que una flota real enviada a Japón con objeto de restablecer las relaciones internacionales entre ambos países se vio obligada a dar la vuelta sin llegar a entablar conversación.
Sin embargo, los españoles no dejaron de intentar comerciar con Japón, consiguiendo así que, en 1626, se estableciera un centro comercial en la isla de Formosa, donde había bastantes japoneses. Por otra parte, en cuanto a Filipinas, a pesar de que las relaciones oficiales entre las islas Filipinas y Japón terminaron de forma oficial en 1624, los nipones continuaron llegando a Manila hasta 1633.
Sería finalmente en 1633 cuando el shogunato de Tokugawa pondría en marcha una serie de medidas llamadas sakoku, las cuales prohibirían que los juncos japoneses fueran a Filipinas o Taiwán a comerciar, finalizando, de esta forma, las relaciones comerciales entre España y Japón.

### Características del comercio
Tuvo gran importancia la plata japonesa, que fue una de las mejores fuentes de beneficios para el país durante el siglo XVI. Japón tenía prohibido comerciar con China; a pesar de que un edicto de 1567 abriera los puertos de Fujian al comercio internacional, los japoneses seguían sin tener permiso para desembarcar en ningún puerto chino. Por eso, solo tenía dos maneras de mantener lazos comerciales con China (que era la principal demandante de ese mineral):
- Por medio del navío anual que Portugal mandaba al puerto de Nagasaki.
- Por otro lado, conseguían comerciar a través de los contactos con los chinos fujianeses en Manila, lo cual también beneficiaba a los españoles.

De esta forma, la posición de España era más bien la de intermediaria; es decir, la mediación tenía lugar, por un lado, entre japoneses y chinos y, por otro, entre mercados asiáticos y europeos.
Japón llevaba a Filipinas, en lo que a mercancía respecta, productos de consumo que tenían como objeto ser vendidos en el mercado local. Entre el amplio rango de productos comerciados se encontraba harina, carne, pescado y fruta. Asimismo, los perfumes, cerámicas y armas también eran buscados por los habitantes de la colonia filipina. De esta misma forma, los biombos, tejidos de seda y otros objetos de lujo iban al cargamento del Galeón de Manila.
De igual manera, fueron importantes otros productos: jarcia, cobre, acero, salitre, mantas; a cambio, España compraba seda china, oro, medicinas, cerámicas, porcelanas, libros impresos y caligrafías chinas. Asimismo, muchas de las embarcaciones españolas que fueron a Japón fue debido a causas diplomáticas, por tanto, dichos barcos estaban repletos de regalos para el país de destino. 
La forma más corriente de traficar mercancías era por medio de los juncos japoneses que, dos veces al año, llegaban a Manila (en octubre y marzo/mayo; tras vender sus productos, en junio/julio regresaban a Japón con las materias obtenidas en las islas Filipinas).

### Reapertura de Japón
La diplomacia de las relaciones hispano-japonesas no ayudó a la hora de restaurar las relaciones comerciales. A pesar de que numerosos autores españoles hayan escrito acerca de las embajadas japonesas mandadas a España para mantener un contacto diplomático entre ambos países, estas relaciones diplomáticas no influyeron mucho en el ámbito comercial.
Los comerciantes de la península que fueron al archipiélago japonés apenas tuvieron contactos puntuales con los altos cargos de Japón. Sin embargo, con los daimyō de Kyūshū y Shikoku, las relaciones comenzaron a fluir.
Fue gracias a los intereses occidentales hacia Japón lo que impulsó al país asiático a abrirse al comercio e insertarse en el mercado internacional a mediados del siglo XIX. En esta fecha, España aún contaba con presencia en Asia debido a las islas Filipinas. Es más, en los años transcurridos entre la apertura de Japón y la pérdida colonial española en 1898, ambos países mantuvieron los lazos mercantiles gracias a Filipinas.
En 1858, el gobierno Español de corte progresista moderado lanzó una propuesta para crear una política exterior en la cual, entre su programa, se encontraba la firma de un tratado con Japón. La situación era algo más fácil debido al trabajo del marino José Luis Ceacero Inguanzo, quien en enero de 1854 dirigió una expedición diplomática a Fukuoka en respuesta a una enviada el año anterior. Dicho tratado fue apoyado por el gobierno de Filipinas, los cuales vieron una gran oportunidad para desarrollar nuevamente la economía nacional.
José Luis Ceacero trabajó en Edo desde 1866 por el establecimiento de un canal diplomático entre ambas naciones, y de hecho fue una figura clave no solo en ello, sino en la política exterior japonesa en la década de 1860, puesto que llegó a serle otorgado el rango de samurái por el daimio de Fukuoka, Kuroda Nagahiro, quien a su vez fue suegro suyo por su matrimonio con su hija.
La ambición española en Japón era buscar una fuente desde la cual importar todas las materias primas y productos artesanales que eran considerados de alta calidad, entre ellos, el carbón, el té o la seda. España vio la oportunidad consecuente de los altos beneficios económicos que experimentaba el país, los cuales le permitían abrirse de mejor manera al nuevo siglo debido al desarrollo interno que había desarrollado a través de los siglos en los que se mantuvo cerrado al exterior. Tras dos siglos de relaciones interrumpidas, el 12 de noviembre de 1868 se firmó el tratado hispano-japonés.

### Época contemporánea
Sin embargo, España comenzó a desconfiar de nuevo de Japón y a finales del siglo XIX se produjo un periodo de inestabilidad:
- 1885 - 1891: continúan los intentos de buenas relaciones basadas en el comercio.
- 1891 - 1895: la política exterior de Japón resulta una amenaza para la posición de España en el Pacífico.
- 1895 - 1898: se presenta en España la necesidad de rehacer y matizar la política exterior en relación con Japón.[1]

Durante el siglo XX los lazos mercantiles hispano-japoneses se vieron perjudicados por ser un periodo de guerra y centrarse así cada nación en abastecerse de los países más fuertes económicamente. La inversión y el comercio se vio distribuida por Europa en su conjunto, no solo en España. Además, Japón consiguió remontar en la posguerra y expandir su mercado; sin embargo, eso no implicó una mejora en las relaciones de comercio con España, pues siguieron en la misma línea inestable de épocas anteriores.
En lo que a la actualidad respecta, las empresas españolas se encuentran relativamente infrarrepresentadas en el mercado japonés. Para comenzar, a pesar de que las exportaciones españolas a Japón han ido aumentando en los últimos siete años en un 25%, aun son insuficientes por tres motivos:
- En primer lugar, debido a que la tasa de cobertura española no llega al 30%.
- En segundo lugar, porque España se considera un proveedor no muy relevante (comparando la nación con el resto de la Unión Europea).
- En tercer lugar, puesto que Japón es el decimoctavo cliente de España, contando con tan solo un 0,79% de las exportaciones totales del país.

A la hora de examinar de qué se componen las exportaciones españolas a Japón, se aprecia que la concentración se da en dos capítulos arancelarios, pescado y minerales, hasta casi un 30% del total. En las materias primas tales como los minerales se compite simplemente en precio, sin tener una ventaja competitiva desarrollada en lo que a diseño, calidad o marca respecta por parte de las empresas españolas.
Por otro lado, Japón ha sido considerada el primer inversor asiático en la península ibérica debido a las operaciones de recapitalización de sus negocios. A la inversa, por parte de España, la falta de expertos y de análisis rigurosos la llevó a comenzar estrategias erróneas. Por ejemplo, cuando los exportadores de Valencia convencieron a las autoridades de España de que el déficit comercial se terminaría compensando con la venta de cítricos. Entonces, la dedicación a conseguir que Tokio terminara por autorizar los cítricos españoles llevaron a muchas reuniones que, en su mayoría, fueron frustradas. Otros casos parecidos se dieron con el jamón y el vino, sacando como conclusión que, a pesar del esfuerzo, los productos españoles no han tenido la inversión requerida y, a lo largo del tiempo, se han perdido bastantes oportunidades de ventas, como es el caso de los cueros y el calzado.
En la tabla se muestran los datos de comercio de España con Japón en millones de euros de la primera década del siglo XXI. En general, las importaciones de Japón a España son mayores debido, en principio, a que Japón no suele requerir de los productos españoles, calificándolos de no tener un carácter estable a medio y largo plazo. La variedad en los números de un año a otro no es muy grande, aunque sí se puede notar un descenso de las importaciones en los últimos dos años. Asimismo, cabe destacar el dato de 2003, donde se encuentra el descenso más bajo en exportaciones españolas a Japón, lo cual se explica, de nuevo, por la poca confianza nipona sobre los productos de origen español, resultando así en esas "grandes discrepancias estadísticas" entre los datos de España y Japón.
|       | Exportaciones | Importaciones |
| ----- | ------------- | ------------- |
| Total | 14.276,69     | 55.364,27     |
| 2000  | 1.214,99      | 4.831,23      |
| 2001  | 1.185,56      | 4.345,02      |
| 2002  | 1.034,68      | 4.258,49      |
| 2003  | 979,74        | 4.835,23      |
| 2004  | 1.166,73      | 5.749,78      |
| 2005  | 1.153,37      | 5.922,60      |
| 2006  | 1.265,76      | 5.917,57      |
| 2007  | 1.303,82      | 6.082,45      |
| 2008  | 1.457,58      | 5.120,91      |
| 2009  | 1.212,98      | 3.170,54      |
| 2010  | 1.423,22      | 3.471,62      |

Varias características de este comercio moderno hispano-japonés, el cual se basa en la propia dificultad de las relaciones, son:
- La falta de imagen económica de España en Japón, lo cual limita las posibilidades del desarrollo de empresas españolas en Japón.
- La escasa adaptación de las empresas españolas a las características básicas del mercado japonés, comenzando por el hecho de que el mercado japonés es un mercado difícil debido a las estrechas relaciones entre la clientela, basadas en el contacto personal y, además, de tener unos procesos de decisión empresariales lentos por basarse en el consenso.
- El desconocimiento del mercado japonés, consecuencia de la escasez de especialistas españoles en el país nipón.[10]